# Buch der Sothis

Göttin „Sothis“

Das Buch der Sothis (auch Pseudo-Manetho) ist ein angebliches Werk von Manetho, das Georgios Synkellos Ende des achten Jahrhunderts n. Chr. übersetzte. Es basiert hauptsächlich auf den Angaben von Flavius Josephus sowie Eusebius von Caesarea und wurde von Alfred von Gutschmid auf das Ende des dritten Jahrhunderts n. Chr. datiert. Die im „Buch der Sothis“ aufgeführten Namen sind teilweise anderen Quellen entnommen, da unter anderem auch Bezeichnungen Verwendung finden, die in den manethonischen Fassungen nicht auftauchen.
Die dynastische Dauer des altägyptischen Königtums gab der unbekannte Autor mit 2211 Jahren an, in der insgesamt 86 Könige regiert haben sollen. Das „Buch der Sothis“ endet mit dem Bericht über Kambyses II., Begründer der 27. Dynastie, „der Ägypten mit Waffengewalt im Jahr 4987 Annus mundi (523 v. Chr.) während der Herrschaft von Amasis, dem 86. König (Pharao), eroberte“.

## Historische Bedeutung

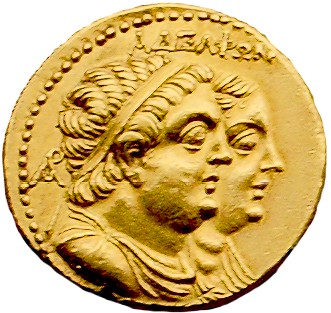
Oktadrachmon mit dem Bildnis Ptolemaios’ II. und Arsinoes II.; Pergamonmuseum, Berlin

Georgios Synkellos berichtet, dass das „Buch der Sothis“ als Widmung des „Manetho aus Sebennytos“ an den Pharao Ptolemaios II. (285–246 v. Chr.) gedacht war, da Ptolemaios II. lernen wollte, in die Zukunft zu schauen. Manetho soll ihm dazu das „Buch der Sothis“ übersetzt haben, basierend auf den heiligen Büchern des Thot, die in heiliger Sprache auf Denkmälern geschrieben waren.
Nach näheren Untersuchungen erwies sich dieses begleitende Werk der Geschichte Altägyptens zweifelsfrei als Fälschung. Der unbekannte Autor besaß jedoch gute Kenntnisse über Manetho. Der deutlichste Fälschungshinweis zeigt sich in der Einleitung der Widmung an Ptolemaios II., der vom Autor als „Σεβαστω (Augustus)“ benannt wurde, ein Titel, der jedoch erst im ersten Jahrhundert v. Chr. eingeführt wurde:

„Für den großen König Ptolemaios Philadelphos Augustus. Gruß an meinen Herrn Ptolemaios, von Manetho, Hohepriester und Schriftgelehrter der heiligen ägyptischen Schreine, geboren in Sebennytos und wohnend in Heliopolis. Es war meine Aufgabe, oh größter König, über alles nachzudenken über das, was du dir zu untersuchen wünschtest. Seitdem du die Zukunft des Universums zu ergründen versuchst, siehe, gehorsamst befolgte ich deinen Befehl. Alles steht niedergeschrieben in den Büchern deines Vorvaters Hermes Trismegistus. Ich bete dafür, dass der König, mein Herr, wohl leben möge.“

Dennoch ist das „Buch der Sothis“ bezüglich der Manetho-Schriften ein weiteres wichtiges Werk, auch wenn die dort gemachten Angaben den Versuch darstellen, die Vorkommnisse im Alten Testament in nicht historisch-chronologischer Form mit der altägyptischen Geschichte zu verbinden. Chronologiekritiker wie beispielsweise Immanuel Velikovsky verwendeten dennoch teilweise die Angaben des „Buches der Sothis“ als Basisdaten in ihren Werken.

## Inhalt
Das „Buch der Sothis“ beginnt „534 Jahre nach der biblischen Sintflut (3268 v. Chr.) im Jahr Annus mundi 2776 (2734 v. Chr.)“ mit dem altägyptischen König (Pharao) Menes. Es listet in chronologischer Reihenfolge die griechischen Namen der altägyptischen Könige auf und nennt die zugehörigen Regierungsdaten, teilweise mit Anmerkungen zu besonderen Ereignissen einzelner Könige. Die ersten 25 Könige sollen insgesamt 700 Jahre regiert haben, ehe der Hyksos-Herrscher „Silitês“ als 26. König „im Jahr Annus Mundi 3476 (2034 v. Chr.)“ aufgeführt wird.
Ergänzend werden folgende Themen behandelt: „Sothis-Zyklus“ nebst seiner geschichtlichen Verwendung, die Datierung der Einführung des ägyptischen Kalenders mit 365 Tagen, die Umrechnung von „göttlichen Jahren“ in „königliche Erdenjahre“ sowie der „ägyptische Aufenthalt von Abraham und Joseph“. Im Gegensatz zu den anderen manethonischen Fassungen von Josephus, Africanus und Eusebius wird unter anderem der Auszug aus Ägypten unter Mose nicht erwähnt.